# Angelo Staniscia
Angelo Staniscia (Atessa, 7 dicembre 1939) è un politico italiano.

## Biografia
Professore di Italiano presso le scuole medie superiori di Atessa, inizia la sua carriera politica come sindaco del comune sotto la bandiera della Sinistra Democratica.
Nel 1992 è eletto alla Camera dei Deputati nel collegio "L'Aquila - Pescara - Chieti - Teramo" con la lista del PDS. 
È nuovamente eletto alle elezioni politiche del 1994, sempre con il PDS, questa volta al Senato.
l'ultimo libro pubblicato è quello del 2019  "Torniamo a frequentare il futuro". Il ruolo della Sinistra nella modernizzazione della Val di Sangro.